# Rubria sidnica
Rubria sidnica är en insektsart som beskrevs av Carl Stål 1859. Rubria sidnica ingår i släktet Rubria och familjen dvärgstritar. Inga underarter finns listade i Catalogue of Life.